# Phacelia covillei
Phacelia covillei är en strävbladig växtart som beskrevs av S. Wats. Phacelia covillei ingår i Faceliasläktet som ingår i familjen strävbladiga växter. Inga underarter finns listade i Catalogue of Life.